# 細谷カズヨシ
細谷 カズヨシ（ほそや かずよし、3月11日 - ）は、日本の男性声優。静岡県出身。81プロデュース所属。

## 人物
趣味・特技は料理、物真似。
中尾隆聖、梅津秀行を恩師と語っている。

## 出演

### テレビアニメ
2011年
- SKET DANCE（2011年 - 2012年、三浦、男子生徒B、サブロー、男B）
- デュエル・マスターズ ビクトリー（魚屋）
- プリティーリズム・オーロラドリーム（飼育員B）
- メタルファイト ベイブレード 4D（プータオ）

2012年
- ヨルムンガンド（隊員）

2013年
- 神のみぞ知るセカイ 女神篇（生徒、委員、観客）
- 東京レイヴンズ（呪捜官たち、男子B）

2015年
- カードファイト!! ヴァンガードG（2015年 - 2016年、ファイター、友人2、ぬばたまクランリーダー、むらくもクランリーダー、研究員B 他） - 3シリーズ

2016年
- なめこ〜せかいのともだち〜（ライオンなめこ）
- ルガーコード1951（フランク）

2017年
- 笑ゥせぇるすまんNEW（同僚）
- THE REFLECTION（大人、トゲ男）

### 劇場アニメ
- 昆虫物語 みつばちハッチ〜勇気のメロディ〜（2010年、アリシチ）
- ドットハック セカイの向こうに（2012年、TY通販声）

### OVA
- 姫ギャル♥パラダイス（2011年、店員）

### ゲーム
- 幻想水滸伝 紡がれし百年の時（2012年、ワフディ、ホルテンシウス）
- 幕末Rock（2014年、町人）
- ファイナルファンタジーVII リメイク（2020年）
- ファイナルファンタジーVII リバース（2024年）

### デジタルコミック
- O/A（津田）
- ひまわりさん（男子生徒）

### ラジオ
- 宮田幸季のNight Lovecall（アシスタントパーソナリティ）

### 吹き替え

#### 映画
- ジャングル・ブック（センザンコウ）
- スコージ 災いをもたらす獣（サム）
- セレブな彼女の落とし方（ハンス）
- バッド・マイロ!（アステリア）
- ホビット 決戦のゆくえ（男）

#### テレビドラマ
- iCarly（スクイッジ）
- NCIS:LA 〜極秘潜入捜査班（ベヴァン・タオ）

#### アニメ
- アベンジャーズ・アッセンブル
- インサイド・ヘッド（ピザ2）
- カンフー・パンダ（ピンさん）
- きかんしゃトーマス とびだせ!友情の大冒険（いたずら貨車）
- きかんしゃトーマス (2Dアニメ)（ウィフ）
- キャスパーのオバケ学園（スティンキー、ブラッドリー）
- ちいさなプリンセス ソフィア（ベンジー）
- ビッケはちいさなバイキング（スノーレ）
- プレーンズ2/ファイアー&レスキュー（カメラマン）
- ライオン・ガード（チーズィ）

### その他コンテンツ
- あそビーバー（ナレーション）
- オーディオブック『異世界修学旅行』（佐々木、鉄道夫、藤崎大我 他[6]）
- 押忍!声優道場!!
- コロコロテレフォン（番崎竜丸）
- 天才てれびくんhello,（ハマイチロウ、ロボ社長）
- メタモル探偵団（シマ校長）